# Ліланд (Іллінойс)
Ліланд (англ. Leland) — селище (англ. village) в США, в окрузі Ла-Салл штату Іллінойс. Населення — 951 особа (2020).

## Географія
Ліланд розташований за координатами 41°36′57″ пн. ш. 88°47′54″ зх. д. / 41.61583° пн. ш. 88.79833° зх. д. (41.615960, -88.798305).  За даними Бюро перепису населення США в 2010 році селище мало площу 1,38 км², уся площа — суходіл.

## Демографія
Згідно з переписом 2010 року, у селищі мешкало 977 осіб у 361 домогосподарстві у складі 275 родин. Густота населення становила 706 осіб/км².  Було 399 помешкань (288/км²).
Расовий склад населення:
| - 98,3 % — білих - 0,1 % — вихідців з тихоокеанських островів - 0,1 % — корінних американців - 0,1 % — чорних або афроамериканців |

До двох чи більше рас належало 0,7 %. Частка іспаномовних становила 5,4 % від усіх жителів.
За віковим діапазоном населення розподілялося таким чином: 25,5 % — особи молодші 18 років, 63,9 % — особи у віці 18—64 років, 10,6 % — особи у віці 65 років та старші. Медіана віку мешканця становила 35,4 року. На 100 осіб жіночої статі у селищі припадало 91,2 чоловіків;  на 100 жінок у віці від 18 років та старших — 92,1 чоловіків також старших 18 років.
Середній дохід на одне домашнє господарство  становив 64 252 долари США (медіана — 53 750), а середній дохід на одну сім'ю — 74 508 доларів (медіана — 59 000). Медіана доходів становила 51 136 доларів для чоловіків та 35 769 доларів для жінок. За межею бідності перебувало 7,1 % осіб, у тому числі 10,6 % дітей у віці до 18 років та 6,1 % осіб у віці 65 років та старших.
Цивільне працевлаштоване населення становило 480 осіб. Основні галузі зайнятості: освіта, охорона здоров'я та соціальна допомога — 20,4 %, роздрібна торгівля — 17,7 %, виробництво — 16,3 %.